# Đại Già Da
Đại Già Da là một thành bang thuộc liên minh Già Da vào thời Tam Quốc Triều Tiên. Lãnh thổ Đại Già Da ngày nay thuộc huyện Goryeong, tỉnh Gyeongsang Bắc của Hàn Quốc.
Theo "địa chí" trong Tam quốc sử ký, Đại Già Da tồn tại trong khoảng 520 năm bắt đầu từ vị vua đầu tiên là, Ijinashi (이진아시왕, 伊珍阿豉王, Y Trân A Thị Vương), cho tới vị vua cuối cùng là Doseolji (도설지왕, 道設智王, Đạo Thiết Trí Vương). Đại Già Da có 16 vị vua từ Ininashi đến Doseolji song chỉ có năm người là còn được biết đế. Vua Haji (하지왕, 荷知王, Hà Tri Vương) đã từng cử sứ thần sang Nam Tề (南齊) vào năm 479. Theo sử sách Trung Hoa, ông được xếp hàng thứ ba, tức dưới Bách Tế và Tân La.
Đại Già Da phát triển nhanh chóng và đóng một vai trò quan trọng trong liên minh Già Da vào thế kỷ thứ 5, một phần vì có nghề chế tác đồ sắt thép tiên tiến, nhưng sự tiến triển của nó và toàn liên minh bị giới hạn bởi hai nước láng giềng là Tân La và Bách Tế, là những thực thể đã phát triển đầy đủ và có tính tập trung cao hơn. Những phát hiện trong tư liệu cổ và các bằng chứng khảo cổ đã cho thấy một xã hội phân tầng quý tộc ở mức cao tại Đại Già Da và liên minh Già Da trong thời điểm này.
Hà Tri Vương liên minh với Bách Tế và Tân La chống lại Cao Câu Ly vào năm 481. Đại Già Da cũng liên minh với Bách Tế (đời vua Bách Tế Thánh vương) để chống Tân La (đời vua Tân La Chân Hưng Vương) trong trận đánh ở thành Gwansan năm 554, song cả Bách Tế và Già Da đều phải chịu thiệt hại nặng nề. Chính sách đối đầu làm cho các thành viên khác của liên minh Già Da xa lánh, và Đại Già Da đã mất vị trí lãnh đạo liên minh cho A La Già Da (Ara Gaya).
Tân La (đời vua Tân La Chân Hưng Vương), vốn sẵn sàng hợp nhất phần lớn liên minh Già Da, đã xâm lược Đại Già Da như là một hình phạt do việc thành bang này đã liên minh với Bách Tế vào năm 554. Đại Già Da (đời vua Đạo Thiết Trí Vương) đã thất bại trước đội quân của tướng Tân La là Kim Isabu (Kim Dị Tư Phu) vào năm 562. Đại Già Da sau đó bị sáp nhập vào Tân La.